# Coupe Guanabara

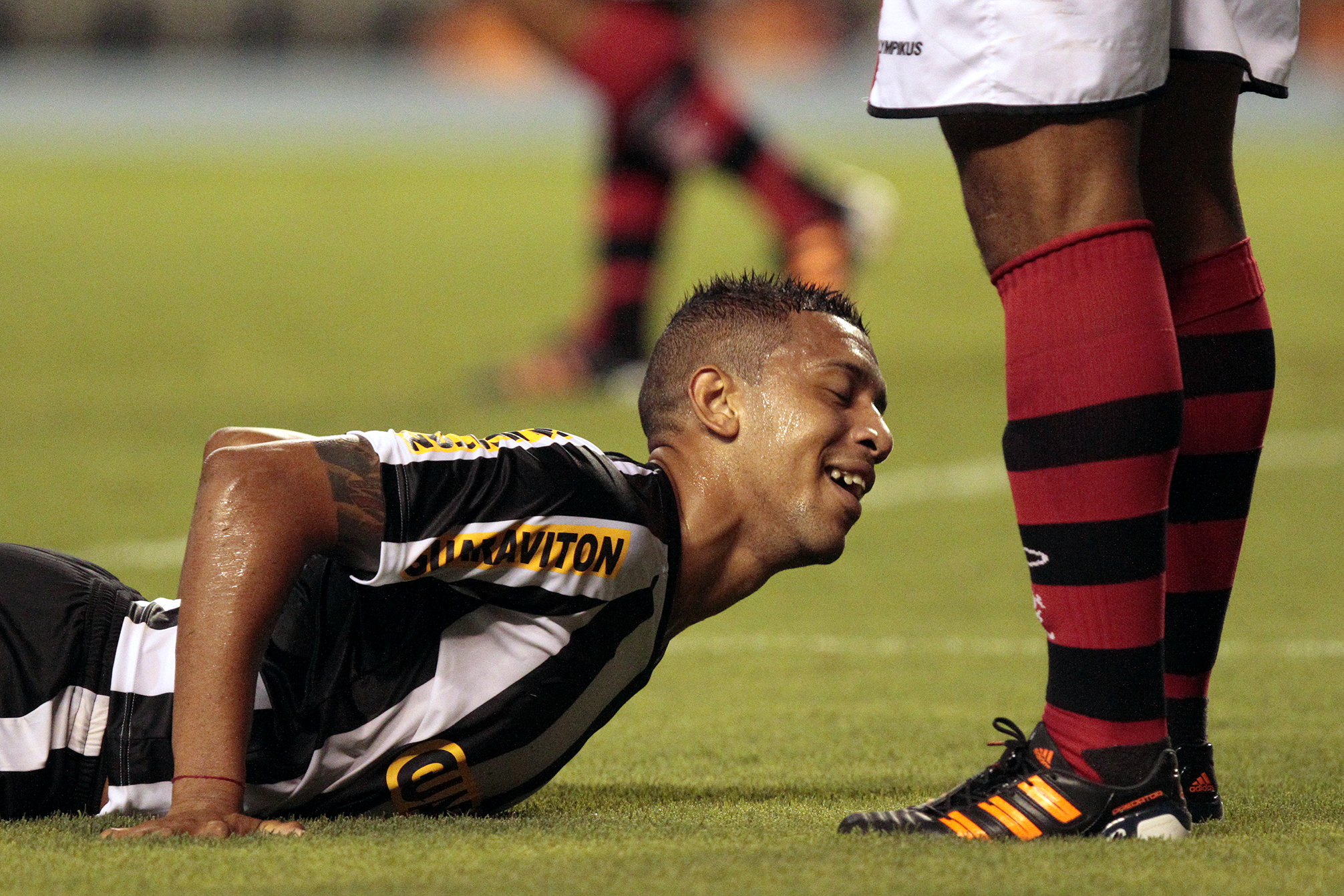
Botafogo FR contre CR Flamengo en 2012, Stade Nilton Santos (Rio de Janeiro), Coupe Guanabara

La Coupe Guanabara (Taça Guanabara) est organisée chaque année depuis 1965 par la Fédération de football de l'État de Rio de Janeiro. Cette Coupe est la première de l'année (janvier).
La « Taça Guanabara » est actuellement le premier tour du championnat carioca, c'est-à-dire du championnat de l'État Rio de Janeiro.

## Déroulement
La « Taça Guanabara » est disputée par 12 clubs venus de Rio, ces 12 équipes sont partagées en 2 groupes de 6 et disputent des matchs contre les 5 équipes de leurs groupe (à la différence de la « Taça Rio » qui est une coupe qui sert comme deuxième tour de qualification pour la finale du championnat de Rio où les équipes jouent contre les équipes de l'autre groupe).
À l'issue de cette phase de groupes, 2 équipes dans chaque groupe vont aux demi-finales : le premier du groupe 1 rencontre le deuxième du groupe 2; le premier du groupe 2 rencontre le deuxième du groupe 1.
Après ces deux rencontres, deux vainqueurs, désignés en 90 minutes ou aux tirs au but, iront en finale.
En finale, au bout de 2 rencontres, un vainqueur sera désigné et sera sacré champion de la Taça Guanabara et sera en finale du championnat de Rio.
Cette finale pourra ne pas être disputée si le même club qui a gagné la Taça Guanabara, gagne la Taça Rio.
Depuis la saison 2004, le vainqueur de la coupe Guanabara rencontre le vainqueur de la coupe de Rio lors d'une finale qui désigne le champion de l'État de Rio de Janeiro.

## Palmarès
| Année | Champion                     | Vice-champion                |
| ----- | ---------------------------- | ---------------------------- |
| 2021  | CR Flamengo                  | Volta Redonda FC             |
| 2020  | CR Flamengo                  | Boavista SC                  |
| 2019  | CR Vasco da Gama             | Fluminense FC                |
| 2018  | CR Flamengo                  | Boavista SC                  |
| 2017  | Fluminense FC                | CR Flamengo                  |
| 2016  | CR Vasco da Gama             | Fluminense FC                |
| 2015  | Botafogo FR                  | CR Flamengo                  |
| 2014  | CR Flamengo                  | Fluminense FC                |
| 2013  | Botafogo FR                  | CR Vasco da Gama             |
| 2012  | Fluminense FC                | CR Vasco da Gama             |
| 2011  | CR Flamengo                  | Boavista SC                  |
| 2010  | Botafogo FR                  | CR Vasco da Gama             |
| 2009  | Botafogo FR                  | Resende FC                   |
| 2008  | CR Flamengo                  | Botafogo FR                  |
| 2007  | CR Flamengo                  | Madureira EC                 |
| 2006  | Botafogo FR                  | América FC (Rio de Janeiro)  |
| 2005  | Volta Redonda                | Americano FC (Campos dos GC) |
| 2004  | CR Flamengo                  | Fluminense FC                |
| 2003  | CR Vasco da Gama             | CR Flamengo                  |
| 2002  | Americano FC (Campos dos GC) | CR Vasco da Gama             |
| 2001  | CR Flamengo                  | Fluminense FC                |
| 2000  | CR Vasco da Gama             | Botafogo FR                  |
| 1999  | CR Flamengo                  | CR Vasco da Gama             |
| 1998  | CR Vasco da Gama             | CR Flamengo                  |
| 1997  | Botafogo FR                  | CR Vasco da Gama             |
| 1996  | CR Flamengo                  | CR Vasco da Gama             |
| 1995  | CR Flamengo                  | Botafogo FR                  |
| 1994  | CR Vasco da Gama             | Fluminense FC                |
| 1993  | Fluminense FC                | CR Vasco da Gama             |
| 1992  | CR Vasco da Gama             | CR Flamengo                  |
| 1991  | Fluminense FC                | CR Flamengo                  |
| 1990  | CR Vasco da Gama             | Botafogo FR                  |
| 1989  | CR Flamengo                  | Botafogo FR                  |
| 1988  | CR Flamengo                  | Botafogo FR                  |
| 1987  | CR Vasco da Gama             | Fluminense FC                |
| 1986  | CR Vasco da Gama             | CR Flamengo                  |
| 1985  | Fluminense FC                | CR Vasco da Gama             |
| 1984  | CR Flamengo                  | Fluminense FC                |
| 1983  | Fluminense FC                | América FC (Rio de Janeiro)  |
| 1982  | CR Flamengo                  | CR Vasco da Gama             |
| 1981  | CR Flamengo                  | América FC (Rio de Janeiro)  |
| 1980  | CR Flamengo                  | Americano FC (Campos dos GC) |
| 1979  | CR Flamengo                  | Fluminense FC                |
| 1978  | CR Flamengo                  | Fluminense FC                |
| 1977  | CR Vasco da Gama             | CR Flamengo                  |
| 1976  | CR Vasco da Gama             | CR Flamengo                  |
| 1975  | Fluminense FC                | América FC (Rio de Janeiro)  |
| 1974  | América FC (Rio de Janeiro)  | Fluminense FC                |
| 1973  | CR Flamengo                  | CR Vasco da Gama             |
| 1972  | CR Flamengo                  | Fluminense FC                |
| 1971  | Fluminense FC                | Botafogo FR                  |
| 1970  | CR Flamengo                  | Fluminense FC                |
| 1969  | Fluminense FC                | Botafogo FR                  |
| 1968  | Botafogo FR                  | CR Flamengo                  |
| 1967  | Botafogo FR                  | América FC (Rio de Janeiro)  |
| 1966  | Fluminense FC                | CR Flamengo                  |
| 1965  | CR Vasco da Gama             | Botafogo FR                  |

## Statistiques
Depuis 1990, le vainqueur de la coupe Guanabara a été champion de l'État de Rio de Janeiro en 1992, 1994, 1997, 1998, 1999, 2001, 2003 et 2004.
CR Flamengo en 1996 et CR Vasco da Gama en 1998 ont gagné les deux tours du championnat de Rio.
Depuis 1980, seuls CR Flamengo et CR Vasco da Gama ont gagné la coupe Guanabara et le championnat du Brésil la même année; le CR Vasco da Gama l'a fait en 2000 lorsque le championnat a été organisé sous forme de coupe (Coupe João Havelange) et ce titre de champion du Brésil est officiellement reconnu par la CBF.

### Nombre de coupes par équipe
- CR Flamengo : 22 coupes
- CR Vasco da Gama : 13 coupes
- Fluminense FC : 10 coupes
- Botafogo FR : 8 coupes
- América FC (Rio de Janeiro) : 1 coupe
- Americano FC (Campos dos GC) : 1 coupe
- Volta Redonda Futebol Clube : 1 coupe